# 上遠野村
上遠野村（かどおのむら）は福島県南東部、石城郡に属していた村。現在のいわき市南東部（遠野地区）南部、釜戸川上流域および鮫川中流域と同支流の上遠野川流域にあたる。なお現在、旧村域に属する大字は遠野町を冠する。

## 地理
- 山：滝富士、御斉所山、天狗山、三大明神山
- 河川：釜戸川、鮫川、上遠野川

## 歴史
- 1889年（明治22年）4月1日 - 町村制の施行により、上遠野町村、深山田村、根岸村、滝村が合併して菊多郡上遠野村が発足。
- 1896年（明治29年）4月1日 - 所属郡が石城郡に変更。
- 1955年（昭和30年）3月31日 - 入遠野村と合併して遠野町が発足。同日上遠野村廃止。
- 1966年（昭和41年）10月1日 - 遠野町が平市・常磐市・磐城市・内郷市・勿来市、石城郡小川町・四倉町・川前村・田人村・好間村・三和村、双葉郡久之浜町・大久村と合併していわき市が発足。